# توماس پرونت تامپسون
توماس پرونت تامپسون (انگلیسی: Thomas Perronet Thompson; ۱۵ مارس ۱۷۸۳ – ۶ سپتامبر ۱۸۶۹) نظامی و سیاستمدار اهل پادشاهی متحد بریتانیای کبیر و ایرلند بود. وی همچنین برندهٔ جوایزی همچون همکار انجمن سلطنتی شده‌است.